# Epidendrum cristatum
Epidendrum cristatum es una especie de orquídea epífita del género Epidendrum. 

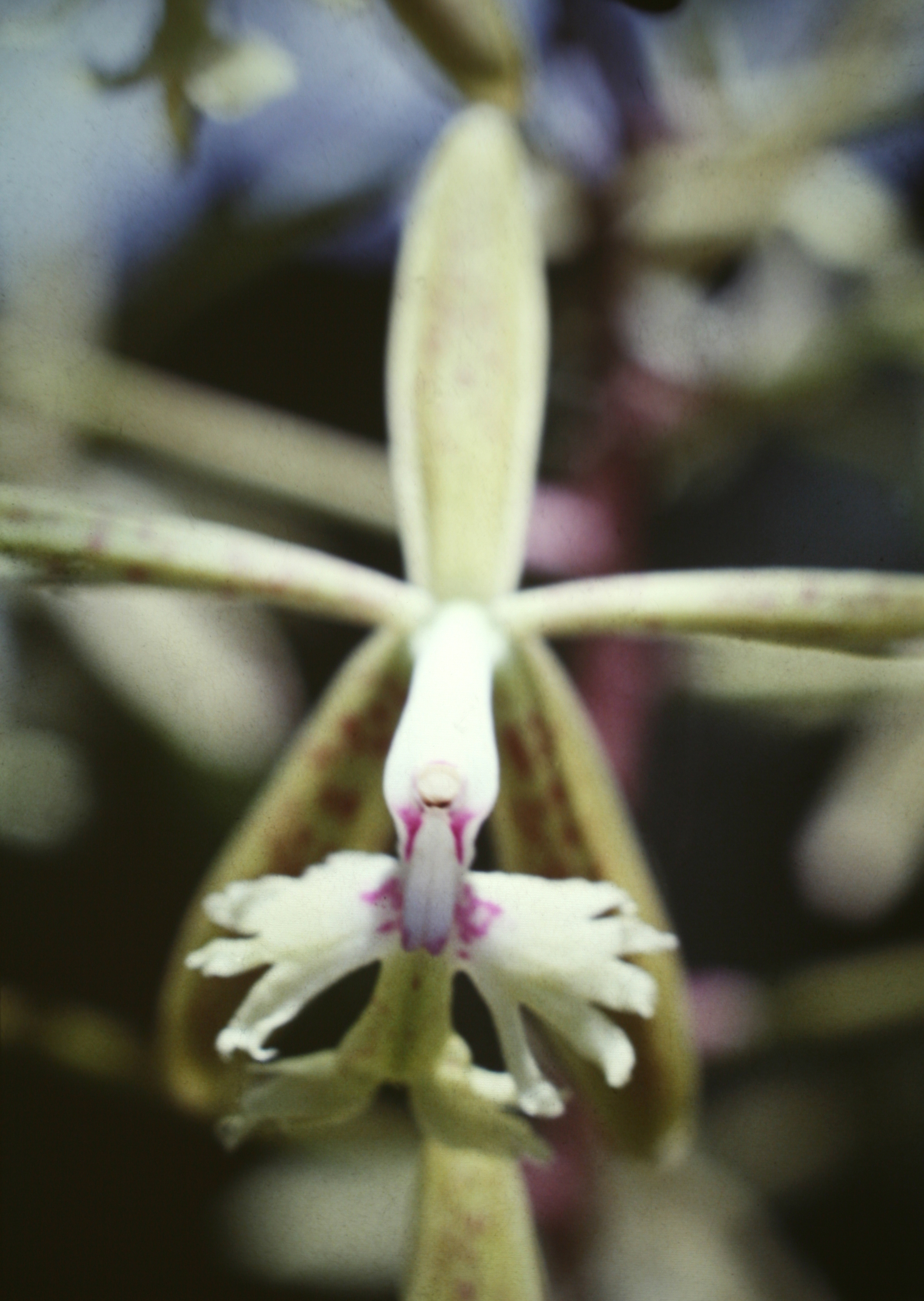
Detalle de la flor

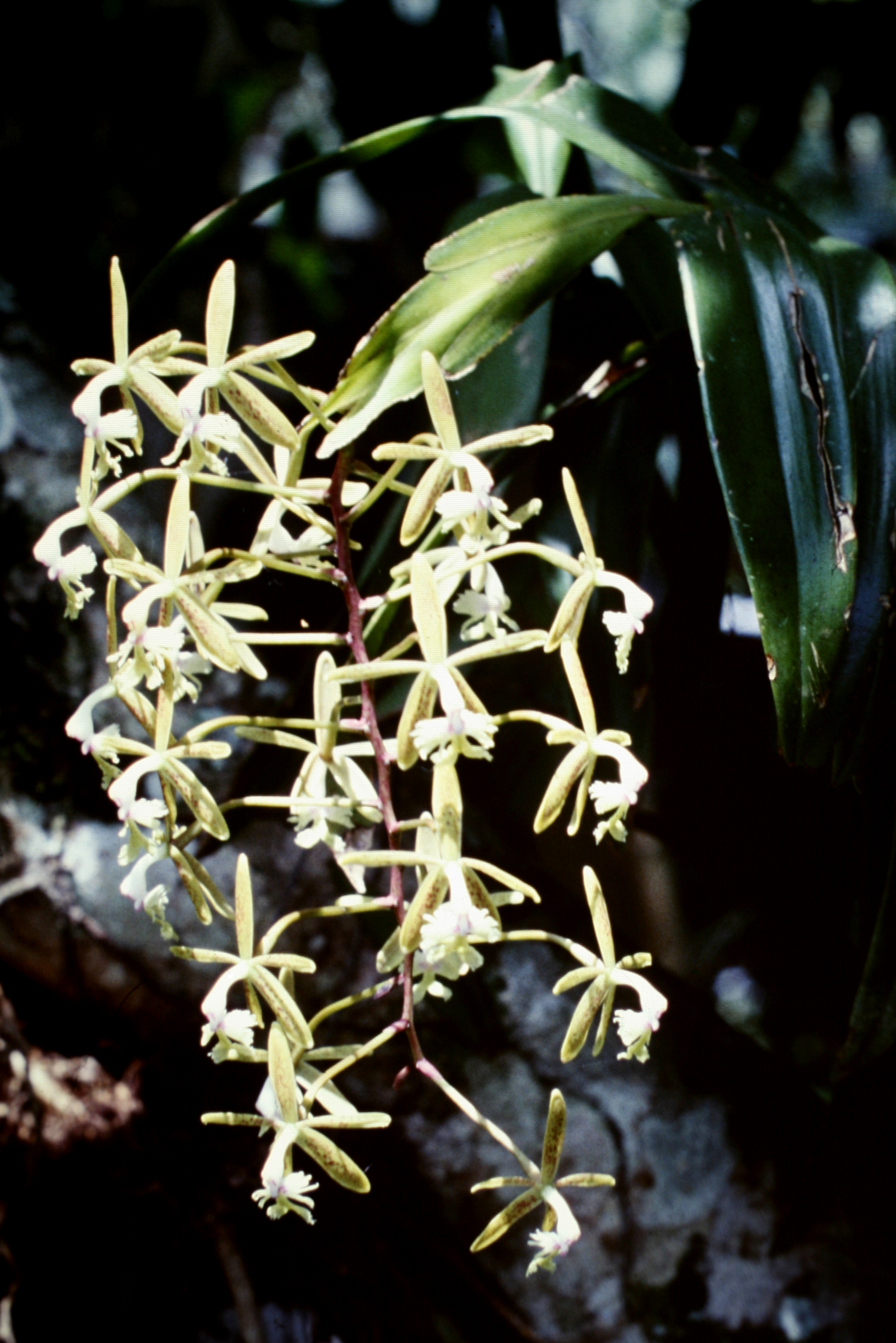
Inflorescencia

## Descripción
Es una orquídea epifita o litófita, cespitosa; con tallos rígidos, que alcanzan un tamaño de 100 cm de alto y 8 mm de ancho, comprimidos, foliados. Hojas de hasta 18 cm de largo y 3 cm de ancho, ápice agudo, coriáceas. Inflorescencia en forma de racimo de hasta 18 cm de largo, con hasta 15 flores, el pedúnculo de 13 cm de largo, la base cubierta por varios pares de vainas, más grandes y más coriáceas que las brácteas pedunculares superiores, conduplicadas, las brácteas florales pequeñas y patentes, las flores con sépalos y pétalos verde-amarillentos con manchas rojas brillantes, el labelo blanco con manchas rosadas y con los ápices de los lobos verdosos; sépalos 20 mm de largo y 5 mm de ancho, obtusos; pétalos 20 mm de largo y 3 mm de ancho, obtusos; la porción libre del labelo 12 mm de largo y 13 mm de ancho, 3-lobada, los lobos laterales más o menos oblongos, 4–5.5 mm de largo y 4–9 mm de ancho, 2-lobados y adicionalmente profundamente divididos en segmentos en forma de dedos, el lobo medio cuneado, 6–12 mm de largo y 5–8 mm de ancho, 2-lobado y apiculado en el seno, disco con 2 callos cortos y carnosos en la base y una carina central que se extiende desde la base del callo hasta el seno apiculado del lobo medio; columna 15 mm de largo; ovario y pedicelo juntos 3 cm de largo.

## Distribución y hábitat
Se encuentra en México, Guatemala, Belice, Honduras, Nicaragua, Costa Rica, Panamá, Colombia, Ecuador, Perú, Bolivia, Brasil, Surinam, Guyana, Venezuela y Trinidad, donde crece en los árboles en las densas selvas tropicales, en los bosques de pinos, bosques abiertos, o como un cepillo rocoso terrestre en laderas cubiertas por debajo de 2000 metros.

## Taxonomía
Epidendrum cristatum fue descrita por Ruiz & Pav.  y publicado en Systema Vegetabilium Florae Peruvianae et Chilensis 1: 243. 1798.
Etimología
Ver: Epidendrum
cristatum: epíteto latino que significa "crestado, con mechones".
Sinonimia
- Epidendrum alexandri Schltr.
- Epidendrum bathyschistum Schltr.
- Epidendrum calliferum Lem.
- Epidendrum hexadactylum Barb.Rodr.
- Epidendrum longovarium Barb.Rodr.
- Epidendrum raniferum Lindl.
- Epidendrum raniferum var. hexadactylum (Barb.Rodr.) Cogn.
- Epidendrum raniferum var. lofgrenii Cogn.
- Epidendrum raniferum var. lutescens Lindl. ex Broadway
- Epidendrum raniferum var. luteum Lindl.
- Epidendrum raniferum var. obtusilobum Cogn.
- Epidendrum rantierium Lindl. ex C. Gajón Sánchez
- Epidendrum tigrinum Sessé & Moc.
- Epidendrum validum Schltr.[4][5]